# Tristan Gale
Tristan Gale (Ruidoso, 10 augustus 1980) is een Amerikaans skeletonster.

## Carrière
Gale won tijdens de Olympische Winterspelen 2002 in eigen land de gouden medaille, dit waren de eerste spelen waarbij skeleton voor vrouwen op het programma stond. In 2003 won Gale de bronzen medaille tijdens de wereldkampioenschappen.

## Resultaten
| Jaar | Plaats         | Resultaat |
| ---- | -------------- | --------- |
| 2002 | Salt Lake City | Goud      |

| Jaar | Plaats | Resultaat   |
| ---- | ------ | ----------- |
| 2003 | Nagano | individueel |

2002: Tristan Gale ·
2006: Maya Pedersen-Bieri ·
2010: Amy Williams ·
2014: Elizabeth Yarnold ·
2018: Elizabeth Yarnold ·
2022: Hannah Neise